# Internationales Segelzentrum Qingdao

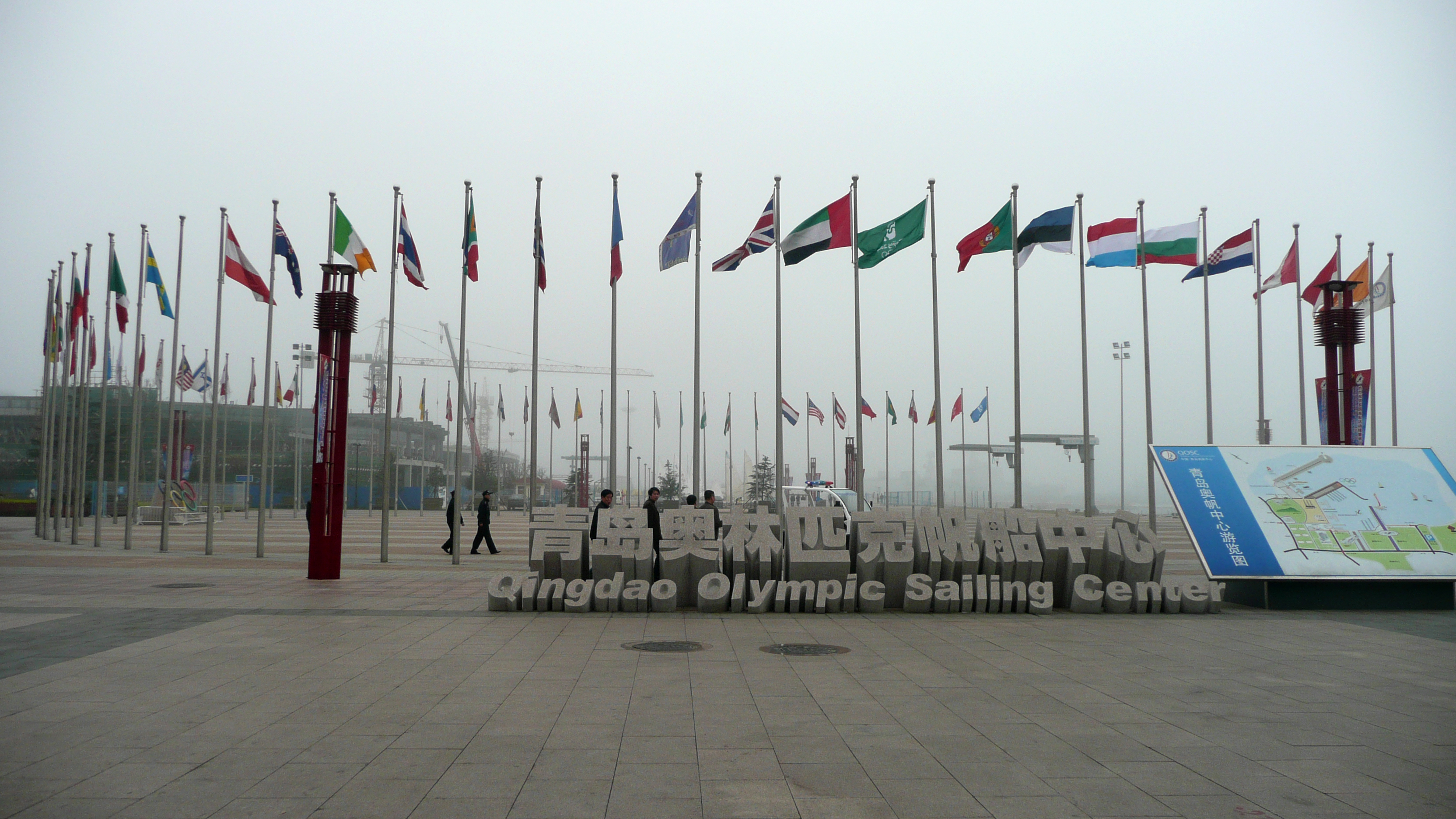
Internationales Segelzentrum Qingdao (2009)

Das Internationale Segelzentrum Qingdao ist eine Sportstätte der Olympischen Sommerspiele 2008, die in Qingdao, einer Küstenstadt der nordöstlichen Provinz Shandong, liegt. Es war Austragungsort der olympischen Wettbewerbe im Segeln.
Das Internationale Segelzentrum Qingdao umfasst eine Fläche von 42 Hektar, von denen zwei Drittel für die Wettkämpfe genutzt werden. Es liegt in der Nähe der Beihai-Werft an der Fushan-Bucht und umfasst einen Land-, einen Hafen- und einen Seebereich. Der Landbereich beheimatet die Büros der Verwaltung und der Kampfrichter, das Presse- und das Athletenzentrum sowie verschiedene Logistik- und Infrastruktureinrichtungen. Im Gegensatz dazu sind Hafen- und Seebereich vor allem auf sportliche und wettkampftechnische Belange ausgerichtet. An einem Kai befindet sich zudem die Olympic Memorial Wall.